# The Badge of Honor
The Badge of Honor è un cortometraggio muto del 1913. Il nome del regista non viene riportato nei credit del film che, prodotto dalla Flying A, aveva come interpreti J. Warren Kerrigan, Jack Richardson, Vivian Rich, George Periolat, Jacques Jaccard, Louise Lester.

## Trama
Mercer, lo sceriffo del paese è un codardo e, invece di mettersi a cercare un pericoloso bandito che taglieggia gli abitanti, cattura al suo posto un povero vagabondo che non c'entra niente. L'uomo, davanti alla folla infuriata, rischia grosso ma Margy, una ragazza, riesce a salvarlo, conquistando così il vice sceriffo, Neil Brand. Margy, innamorata di Neil, ignora il volere dei suoi genitori, che la vorrebbero sposata con Mercer, suscitando così anche la gelosia di quest'ultimo che, per rivalsa, mette sotto torchio il suo vice. Intanto, gli abitanti minacciano di destituire Mercer se non riuscirà a catturare Red Pete, il fuorilegge che continua a terrorizzarli. La soluzione, per il vigliacco uomo della legge, è quella di mandare al suo posto Neil che, però, torna una prima volta a mani vuote. Mercer, allora, gli ordina di non tornare indietro se non avrà con sé il bandito. Questa volta, aiutato da Margy, Neil riesce nell'impresa: lo sceriffo vuole aggiudicarsene il merito, ma viene sbugiardato e, giustamente, la gloria viene invece attribuita al vice sceriffo con grande gioia di Margy.

## Produzione
Il film fu prodotto dalla Flying A (American Film Manufacturing Company).

## Distribuzione
Distribuito dalla Mutual, il film - un cortometraggio in una bobina - uscì nelle sale cinematografiche statunitensi il 2 ottobre 1913.